# Ekomodernism
Ekomodernism är en gren inom miljövetenskapen som under de senare årtiondena fått stort stöd bland akademiker och beslutsfattare runt om i världen. Ekomodernism är analytiskt inriktad, men också en policystrategi och en miljöinriktad diskurs.

## Historia
Ekomodernismen, som teori, grundades i början av 1980-talet av en grupp akademiker vid Free University och Social Science Research Centre i Berlin, bland dessa Joseph Huber, Martin Jänicke och Udo E. Simonis. Andra som vid samma tid uttryckte liknande hållning i miljöfrågorna var Arthur Rosenfeld, Amory Lovins, Donald Huisingh, René Kemp, Ernst Ulrich von Weizsäcker, Arthur P.J. Mol, Gert Spaargaren samt David A Sonnenfeld.

## Teorin
Ett grundantagande i ekomodernismen är att ekonomisk tillväxt, mätt i BNP (ej att förväxla med ekonomisk utveckling), kan förenas med miljömässigt hållbar utveckling. Naturresurser som luft, vatten, jord och ekosystem kan, enligt ekomodernismen, vara en källa till framtida tillväxt och utveckling på samma sätt som arbete och kapital. Energianvändningen och resursanvändningen kan också bli mer effektiv, vilket bidrar till att hålla nere kostnaderna och öka möjligheten för tillväxt. Dessutom menar ekomodernismen att grön teknisk utveckling kan bidra till tillväxten.

## Kritik
Kritiker hävdar att det starka sambandet mellan BNP och miljöförstöring talar emot ekomodernismen. Man beskyller ekomodernismen för överdriven teknikoptimism, och för att inte vilja ändra på något i det kapitalistiska systemet. Kritikerna menar därför att ekomodernism är så kallad grönmålning.